# لا أروكانا (ملحمة)
لا أروكانا (بالإسبانية: La Araucana)‏ هي قصيدة ملحمية كتبها الإسباني ألونسو دي إرثييا إيه ثونيجا في ثلاثة مجلدات ما بين أعوام 1569 و1578 و1589. وتؤرخ القصيدة المرحلة الأولى من حرب الأراوكو بين الإسبان ومجموعة المابوتشي.

## انظر ایضا
- بيدرو دي بالديبيا